# 野桉
野桉（学名：Eucalyptus rudis）为桃金娘科桉属下的一个种。

## 扩展阅读
- 維基物種上的相關：野桉